# Бирзи
Бирзи (фр. Burzy) насеље је и општина у источном делу централне Француске у региону Бургоња, у департману Саона и Лоара која припада префектури Макон.
По подацима из 2011. године у општини је живело 68 становника, а густина насељености је износила 12,81 становника/km². Општина се простире на површини од 5,31 km². Налази се на средњој надморској висини од 250 метара (максималној 373 m, а минималној 222 m).

## Демографија
| 1962. | 1968. | 1975. | 1982. | 1990. | 1999. | 2011. |
| ----- | ----- | ----- | ----- | ----- | ----- | ----- |
| 71    | 83    | 67    | 58    | 69    | 60    | 68    |

График промене броја становника у току последњих година